# Regio Portulanato di Puglia
Il  Regio Portulanato di Puglia  fu un'istituzione del Regno di Sicilia creata da re Federico II di Svevia e competente su tutti i porti del giustizierato di Puglia.

## Storia
In epoca federiciana tra i vari enti burocratici esistevano l'ufficio del Regio Secreto, da cui dipendeva la riscossione delle imposte nel regno e l'ufficio del Regio Portulano , da cui dipendevano invece tutte le istanze portuali.
Entrembi gli enti, in Puglia, ebbero la loro sede in Barletta, città che già Federico II di Svevia aveva indicato quale sede della Schola Ratiocinii , una sorta di moderna Corte dei Conti, trasferita in seguito a Melfi e infine a Napoli. Con la fine della dinastia sveva, la gestione amministrativa del regno viene aggiornata, ma non stravolta, continuando a trovare in Barletta il riferimento amministrativo per Capitanata, Terra di Bari e Terra d'Otranto. 
Il Regio Portulanato di Puglia viene quindi quasi interrottammente gestito da famiglie nobiliari barlettane, dagli Esperti ai Pappalettere.
Il Mastro Portulano nominava in ogni porto pugliese un suo vice. 
Nel 1400, il Regio Portulanato si dota di una proprio regia udienza, con competenza in ambito civile e penale. 
Il Regio Portulanato di Puglia viene abolito ufficialmente nel 1805, con decreto di Gioacchino Murat.

## Regia audienza
La Regia audienza nacque in seno al Portulanato intorno al 1400. 
Era composta dal Maestro Portulano, da un auditore, un notaio, un assessore, un alguziere e da un banditore.
Fu un tribunale sia di prima istanza che di appello.